# 德克萨斯红

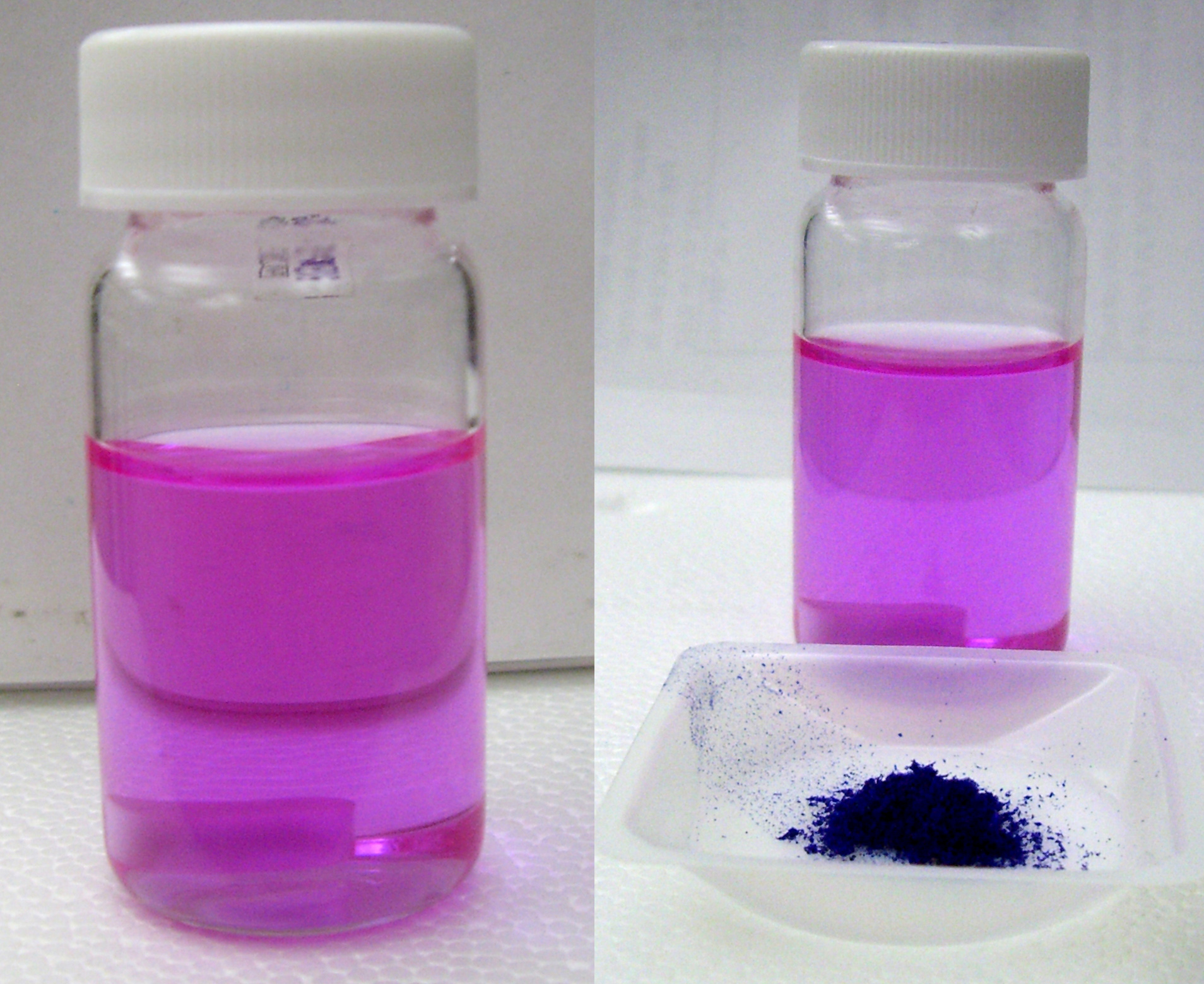
溶于DMF的德克萨斯红（0.009 mg/ml）

德克萨斯红（或称为磺基罗丹明101磺酰氯）是一种含氮有机硫化合物，化学式C
31H
29ClN
2O
6S
2，为罗丹明衍生物，由分子探针公司作为荧光染料研发。